# 5686 Chiyonoura
5686 Chiyonoura è un asteroide della fascia principale. Scoperto nel 1990, presenta un'orbita caratterizzata da un semiasse maggiore pari a 2,3847550 UA e da un'eccentricità di 0,2094070, inclinata di 1,45297° rispetto all'eclittica.